# جوسيمار دي كارفاليو فيريرا
جوسيمار دي كارفاليو فيريرا هو لاعب كرة قدم برازيلي في مركز الهجوم، ولد في 9 أبريل 1972 في ريو دي جانيرو في البرازيل. لعب مع بوهانغ ستيلرز ونادي أمريكا ونادي بانغو أتلتيكو ونادي ساو كريستوفاو ونادي فلومينينسي ونادي كوريتيبا.

## وصلات خارجية
- جوسيمار دي كارفاليو فيريرا على موقع دوري كوريا الجنوبية (الإنجليزية)